# Dépôt de Paris-Vaugirard
Das Dépôt de Paris-Vaugirard ist ein ehemaliges Bahnbetriebswerk für Dampflokomotiven, das 1840 von der Compagnie du chemin de fer de Paris à Versailles Rive gauche eröffnet und 1926 wieder geschlossen wurde.

## Lage
Das Betriebswerk lag zwischen dem Boulevard de Vaugirard und dem Hauptgleis der Bahnstrecke Paris–Brest am Ausgang des Gare Montparnasse von 1852 (der zweite Bahnhof nach dem 1840 aufgehobenen Zusteiger Maine) am südlichen Rand des Avenue du Maine. Es stand an der Stelle, wo sich heute der Gare de Paris-Montparnasse befindet, am Rand des Boulevard de Vaugirard und der Gebäude, die in den 1960er Jahren hier entstanden.

## Geschichte
Das erste Depot entstand 1840 für die Linie Paris à Versailles Rive gauche am Zusteiger Maine, der sich auf dem Gebiet der Gemeinde Vaugirard, befand. Die Errichtung eines ersten Depots geht auf die Eröffnung der Strecke Paris à Versailles Rive gauche im Jahr 1840 zurück, die vom Zusteiger Maine bedient wurde, der sich auf dem Gebiet der Gemeinde Vaugirard hinter der Kreuzung des Chemin du Maine (derzeit Avenue du Maine) mit Boulevard des Fourneaux (derzeit Boulevard de Vaugirard) befand. Das erste Werk wurde in der Nähe des Bahnsteigs am Chemin du Maine entlang der Rue de la Gaîté (ab 1865 Rue Vandamme) angelegt und verschwand anlässlich der Neugestaltung der ZAC Jean Zay. Dieses erste Depot bei der heutigen Rue du Commandant René Mouchotte hatte eine 12-spurige Drehscheibe mit zwei Zufahrten. Bei dem Neubau des Bahnhof Montparnasse von 1852 wurde das Depot durch die Errichtung einer größeren Anlage ergänzt, darunter eine Arbeitsbühne auf der anderen Seite der Hauptgleise mit Zugang durch eine Kopfstation in Richtung Boulevard des Fourneaux, dem heutigen Boulevard de Vaugirard. Dieses Depot gehörte seit 1851 der Compagnie des chemins de fer de l’Ouest, die 1909 von der Administration des chemins de fer de l’État aufgekauft wurde.
Zu dem Betriebswerk gehörten 1920 76 Lokomotiven, von denen 41 in ständiger Wartung waren. Es wurde 1926 eine Filiale des Dépôt de Montrouge, bevor es geschlossen wurde.

Bahnbetriebswerk Vaugirard
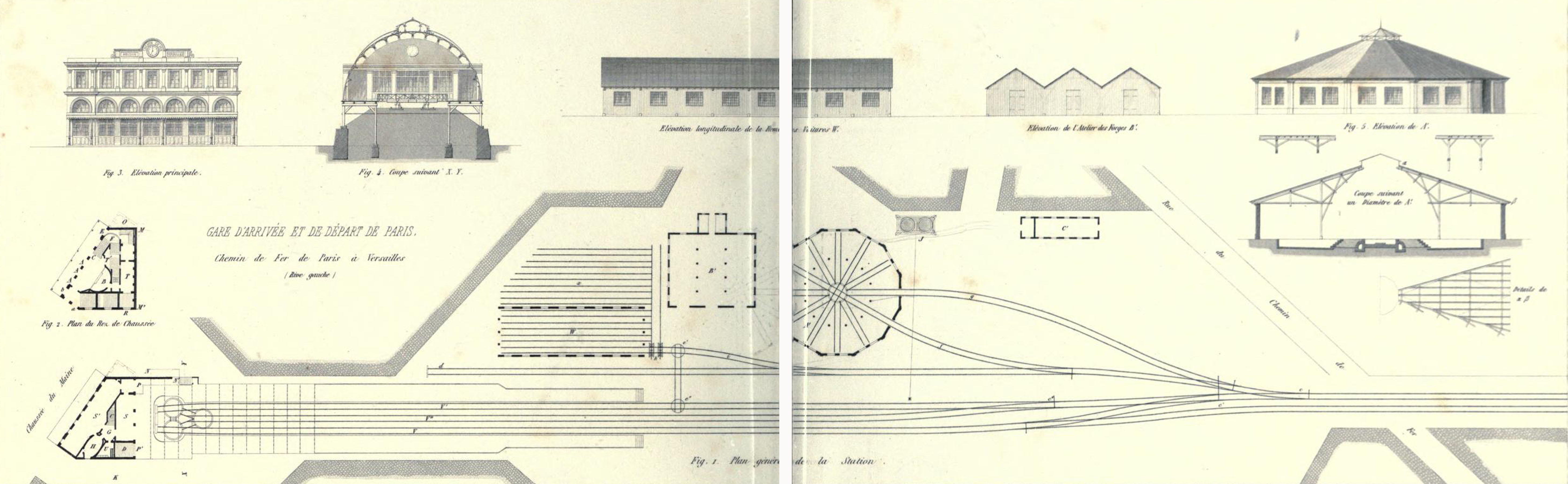
Bahnsteig Maine von 1840 und erstes Betriebswerk
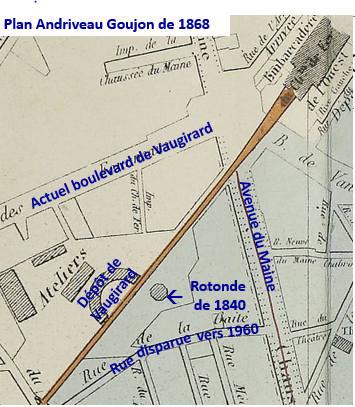
Bahnbetriebswerk Vaugirard auf einem Plan von 1868
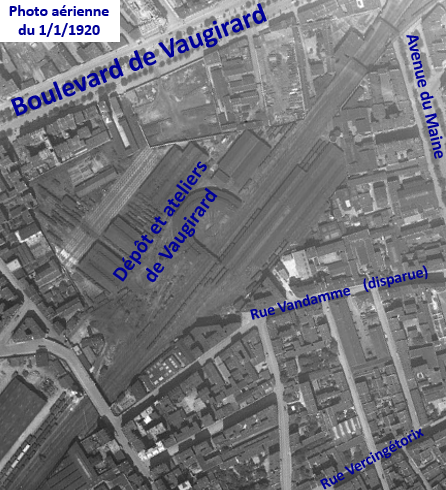
Bahnbetriebswerk Vaugirard auf einer Luftaufnahme von 1920

## Nach der Stilllegung
Der Bahnhof Maine-Arrivée, der als Anhang zum Gare de Montparnasse gestaltet war, wurde 1929 eröffnet. Er wurde jedoch 1960 zusammen mit dem alten Gare Montparnasse von 1852 wieder zerstört; es entstand die Neukonstruktion des heutigen Gare de Paris-Montparnasse.